# Maksimow (obwód rostowski)
Maksimow (ros. Максимов) – chutor w Rosji, w obwodzie rostowskim, w rejonie neklinowskim, przy granicy z Ukrainą. Według danych z 2010 roku zamieszkiwany przez 305 osób.